# Malika Rahal
Pour les articles homonymes, voir Rahal.
Malika Rahal, née en 1974 à Toulouse, est une historienne française et algérienne.
Spécialisée dans l'histoire de l'Algérie et plus généralement du Maghreb contemporain, elle est directrice de recherche au  CNRS et directrice de l’Institut d’histoire du temps présent (IHTP).

## Biographie
Malika Rahal est née en 1974 à Toulouse et poursuit des études d'histoire et de sociologie à Bordeaux. En 1998, elle est reçue à l'agrégation d'histoire. En 2007, elle soutient une thèse d'histoire sous la direction de Benjamin Stora à l'INALCO, où elle a également fait des études d'arabe. Son travail portait sur l'Union démocratique du manifeste algérien (UDMA), le parti de Ferhat Abbas. Au-delà du parti, elle y étudie ce qu'elle nomme « la décennie des partis politiques » (1946-1956).[réf. souhaitée] Elle a publié depuis, en France et en Algérie, une biographie de l'avocat Ali Boumendjel, assassiné par les parachutistes français durant la bataille d'Alger.
Après avoir été professeur en collège en Seine-Saint-Denis, elle a été maîtresse de conférences à l'université de Nottingham[réf. souhaitée] avant  d'être chargée de recherche au CNRS. À partir de 2022, elle est à la tête de l'Institut d'histoire du temps présent (IHTP). Elle enseigne à Sciences Po Paris et à l'INALCO.[réf. souhaitée]
Elle a écrit de nombreux articles sur la possibilité de faire de l'histoire portant sur la période post-indépendance et fait partie des premiers historiens à s'attacher à cette période. Elle anime un carnet de recherche en français, anglais et arabe intitulé Textures du temps, dans lequel de nombreux jeunes historiens travaillant sur l'Algérie contemporaine partagent leurs travaux et leurs questionnements, et où ils réagissent en historiens à l'actualité. Elle co-anime avec Antoine Rivière le projet « La personne et son dossier » qui explore, autour des différents types de dossiers nominatifs les relations entre témoins, historiens et archivistes[réf. nécessaire]. Elle co-anime avec Fabrice Riceputi le projet « Mille autres » sur les personnes victimes de disparition forcée durant la bataille d'Alger (1957).

## Publications
- Ali Boumendjel. Une affaire française, une histoire algérienne, Paris : Belles Lettres, 2010 et Alger : Barzakh, 2011.
- Comment faire l’histoire de l’Algérie indépendante ?[8].
- Into the Woods[9].
- Écrire au temps d’Alep[10].
- L'UDMA et les Udmistes. Contribution à l'histoire du nationalisme algérien, Alger : Barzakh, 2017.
- Algérie 1962. Une histoire populaire, Paris, La Découverte, 2022 (Grand prix des Rendez-vous de l'histoire de Blois).
- Mille histoires diraient la mienne, Paris, Éd. de l'EHESS, 2025.